# Gran Premi de l'Índia del 2012
El Gran Premi de l'Índia de Fórmula 1 de la temporada 2012 s'ha disputat al Circuit Internacional de Buddh, del 26 al 28 d'octubre del 2012.

## Resultats de la qualificació
| Pos                                   | No | Pilot              | Constructor           | Part 1   | Part 2   | Part 3      | Sortida |
| ------------------------------------- | -- | ------------------ | --------------------- | -------- | -------- | ----------- | ------- |
| 1                                     | 1  | Sebastian Vettel   | Red Bull-Renault      | 1:26.387 | 1:25.435 | 1:25.283    | 1       |
| 2                                     | 2  | Mark Webber        | Red Bull-Renault      | 1:26.744 | 1:25.610 | 1:25.327    | 2       |
| 3                                     | 4  | Lewis Hamilton     | McLaren-Mercedes      | 1:26.516 | 1:25.816 | 1:25.544    | 3       |
| 4                                     | 3  | Jenson Button      | McLaren-Mercedes      | 1:26.564 | 1:25.467 | 1:25.649    | 4       |
| 5                                     | 5  | Fernando Alonso    | Ferrari               | 1:26.829 | 1:25.834 | 1:25.773    | 5       |
| 6                                     | 6  | Felipe Massa       | Ferrari               | 1:26.939 | 1:26.111 | 1:25.857    | 6       |
| 7                                     | 9  | Kimi Räikkönen     | Lotus F1 Team-Renault | 1:26.740 | 1:26.101 | 1:26.236    | 7       |
| 8                                     | 15 | Sergio Pérez       | Sauber-Ferrari        | 1:27.179 | 1:26.076 | 1:26.360    | 8       |
| 9                                     | 18 | Pastor Maldonado   | Williams-Renault      | 1:26.048 | 1:25.983 | 1:26.713    | 9       |
| 10                                    | 8  | Nico Rosberg       | Mercedes GP           | 1:26.458 | 1:25.976 | Sense temps | 10      |
| 11                                    | 10 | Romain Grosjean    | Lotus F1 Team-Renault | 1:26.897 | 1:26.136 |             | 11      |
| 12                                    | 12 | Nico Hülkenberg    | Force India-Mercedes  | 1:27.185 | 1:26.241 |             | 12      |
| 13                                    | 19 | Bruno Senna        | Williams-Renault      | 1:26.851 | 1:26.331 |             | 13      |
| 14                                    | 7  | Michael Schumacher | Mercedes GP           | 1:27.482 | 1:26.574 |             | 14      |
| 15                                    | 16 | Daniel Ricciardo   | Toro Rosso-Ferrari    | 1:27.006 | 1:26.777 |             | 15      |
| 16                                    | 11 | Paul di Resta      | Force India-Mercedes  | 1:27.462 | 1:26.989 |             | 16      |
| 17                                    | 14 | Kamui Kobayashi    | Sauber-Ferrari        | 1:27.517 | 1:27.219 |             | 17      |
| 18                                    | 17 | Jean-Éric Vergne   | Toro Rosso-Ferrari    | 1:27.525 |          |             | 18      |
| 19                                    | 21 | Vitali Petrov      | Caterham-Renault      | 1:28.756 |          |             | 19      |
| 20                                    | 20 | Heikki Kovalainen  | Caterham-Renault      | 1:29.500 |          |             | 20      |
| 21                                    | 24 | Timo Glock         | Marussia-Cosworth     | 1:29.613 |          |             | 21      |
| 22                                    | 22 | Pedro de la Rosa   | HRT-Cosworth          | 1:30:592 |          |             | 22      |
| 23                                    | 23 | Narain Karthikeyan | HRT-Cosworth          | 1:30:593 |          |             | 23      |
| 24                                    | 25 | Charles Pic        | Marussia-Cosworth     | 1:30.662 |          |             | 24      |
| Temps per la regla del 107% :1:32.071 |    |                    |                       |          |          |             |         |
| Font:                                 |    |                    |                       |          |          |             |         |

## Resultats de la Cursa
| Pos   | No | Pilot              | Constructor           | Voltes | Temps / Retirada | Pos.Sortida | Punts |
| ----- | -- | ------------------ | --------------------- | ------ | ---------------- | ----------- | ----- |
| 1     | 1  | Sebastian Vettel   | Red Bull-Renault      | 60     | 1h 31' 10. 744   | 1           | 25    |
| 2     | 5  | Fernando Alonso    | Ferrari               | 60     | + 9.437 s        | 5           | 18    |
| 3     | 2  | Mark Webber        | Red Bull-Renault      | 60     | + 13.217 s       | 2           | 15    |
| 4     | 4  | Lewis Hamilton     | McLaren-Mercedes      | 60     | + 13.909 s       | 3           | 12    |
| 5     | 3  | Jenson Button      | McLaren-Mercedes      | 60     | + 26.266 s       | 4           | 10    |
| 6     | 6  | Felipe Massa       | Ferrari               | 60     | + 44.674 s       | 6           | 8     |
| 7     | 9  | Kimi Räikkönen     | Lotus F1 Team-Renault | 60     | + 45.227 s       | 7           | 6     |
| 8     | 12 | Nico Hülkenberg    | Force India-Mercedes  | 60     | + 54.998 s       | 12          | 4     |
| 9     | 10 | Romain Grosjean    | Lotus F1 Team-Renault | 60     | + 56.103 s       | 11          | 2     |
| 10    | 19 | Bruno Senna        | Williams-Renault      | 60     | + 1' 14.975 min. | 13          | 1     |
| 11    | 8  | Nico Rosberg       | Mercedes GP           | 60     | + 1' 21.694 min. | 10          |       |
| 12    | 11 | Paul di Resta      | Force India-Mercedes  | 60     | + 1' 22.815 min. | 16          |       |
| 13    | 16 | Daniel Ricciardo   | Toro Rosso-Ferrari    | 60     | + 1' 26.064 min. | 15          |       |
| 14    | 14 | Kamui Kobayashi    | Sauber-Ferrari        | 60     | + 1' 26.495 min. | 17          |       |
| 15    | 17 | Jean-Éric Vergne   | Toro Rosso-Ferrari    | 59     | + 1 Volta        | 18          |       |
| 16    | 18 | Pastor Maldonado   | Williams-Renault      | 59     | + 1 Volta        | 9           |       |
| 17    | 21 | Vitali Petrov      | Caterham-Renault      | 59     | + 1 Volta        | 19          |       |
| 18    | 20 | Heikki Kovalainen  | Caterham-Renault      | 59     | + 1 Volta        | 20          |       |
| 19    | 25 | Charles Pic        | Marussia-Cosworth     | 59     | + 1 Volta        | 24          |       |
| 20    | 24 | Timo Glock         | Marussia-Cosworth     | 58     | + 2 Voltes       | 21          |       |
| 21    | 23 | Narain Karthikeyan | HRT-Cosworth          | 58     | + 2 Voltes       | 23          |       |
| 22    | 7  | Michael Schumacher | Mercedes GP           | 55     | Caixa canvi      | 14          |       |
| Ret   | 22 | Pedro de la Rosa   | HRT-Cosworth          | 43     | Frens            | 22          |       |
| Ret   | 15 | Sergio Pérez       | Sauber-Ferrari        | 21     | Col·lisió        | 8           |       |
| Font: |    |                    |                       |        |                  |             |       |

## Classificació del mundial després de la cursa
| Pos | Pilot            | Punts |
| --- | ---------------- | ----- |
| 1   | Sebastian Vettel | 240   |
| 2   | Fernando Alonso  | 227   |
| 3   | Kimi Räikkönen   | 173   |
| 4   | Mark Webber      | 167   |
| 5   | Lewis Hamilton   | 165   |

| Pos | Constructor           | Punts |
| --- | --------------------- | ----- |
| 1   | Red Bull-Renault      | 407   |
| 2   | Ferrari               | 316   |
| 3   | McLaren-Mercedes      | 306   |
| 4   | Lotus F1 Team-Renault | 263   |
| 5   | Mercedes GP           | 136   |

- Nota: Només s'inclouen els 5 primers de cada classificació. Per veure-la completa aneu a Temporada 2012 de Fórmula 1

## Altres
- Pole: Sebastian Vettel 	1' 25. 283
- Volta ràpida: Jenson Button 1' 28. 203 (a la volta 60)